# Goodenia nuda
Goodenia nuda är en tvåhjärtbladig växtart som beskrevs av Ernst Georg Pritzel. Goodenia nuda ingår i släktet Goodenia och familjen Goodeniaceae. Inga underarter finns listade i Catalogue of Life.